# Schmölderpark (Mönchengladbach)
Schmölderpark ist ein Stadtteil im Stadtbezirk Süd der kreisfreien Großstadt Mönchengladbach in Nordrhein-Westfalen. Namensgebend für den Stadtteil ist der nach dem Rheydter Textilunternehmer Carl Julius Schmölder benannte Schmölderpark.

## Lage
Der Stadtteil Schmölderpark liegt zentral im Mönchengladbacher Stadtgebiet. Er wird im Norden von der Dahlener Straße, im Osten und Südosten von der Bahnlinie zwischen Mönchengladbach und Köln sowie im Westen und Südwesten von der Hubertusstraße begrenzt.

## Infrastruktur
Östlich des Schmölderparks befindet sich der Rheydter Hauptbahnhof mit Anbindung nach Köln, Aachen und Dalheim (Kreis Heinsberg) sowie über den Mönchengladbacher Hauptbahnhof nach Venlo und ins Ruhrgebiet.
Über die Dahlener Straße Richtung Westen erreicht man die Anschlussstelle 12 (Mönchengladbach-Rheydt) der Autobahn A61.
An den ÖPNV ist Schmölderpark durch die Buslinien 004, 019, 020 und 022 der NEW angebunden.
Mit dem zentral gelegenen Schmölderpark und der westlich anschließenden Wallsendpromenade – benannt nach der Mönchengladbacher Partnerstadt Wallsend (North Tyneside, England) – befindet sich eine der größeren Grünanlagen Mönchengladbachs im Stadtteil. Die umliegende Bebauung besteht überwiegend aus Wohnhäusern und Geschäften des täglichen Bedarfs. Im Süden liegen die Städtische Gesamtschule Espenstraße und angrenzend die Sportanlage des SV Rot Weiß Hockstein 1914.